# تکاماکی

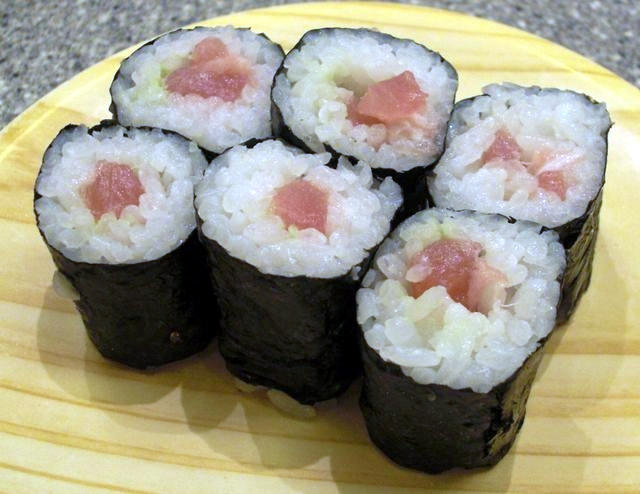
تکّاماکی

تکّاماکی (به ژاپنی: 鉄火巻 てっかまき Tekkamaki) یکی از انواع نوری‌ماکی است. تکّاماکی همچنین یکی از انواع ادومائه‌زوشی (یکی از غذاهای سنتی شهر ادو) بوده‌است. در این نوع سوشی قسمت قرمز ماهی تن یا ماگرو (به ژاپنی: マグロ) در وسط برنج قرار گرفته و  لایهٔ بیرونی را نوری تشکیل می‌دهد. در برخی از استان‌های ژاپن مانند استان ناگازاکی که ماهی تن کمیاب است ممکن از انواع دیگر ماهی مانند بوری، کانپاچی و هیراماسا نیز استفاده شود. 
به علت اینکه رول با نوری پوشانده شده، می توان آن را با دست نیز خورد بدون اینکه مواد به دست بچسبد. معمولاً از واسابی برای داخل آن استفاده می‌شود و با چاشنی سس سویا صرف می‌شود. 